# Гребен (Грчка)
Гребен (грч. Γρεβενά [] — Гревена) је град и седиште истоимене општине и округа на југозападу периферије Западна Македонија, у Грчкој.

## Природни услови
Гребен се налази у југозападном делу историјске покрајине Македонија, на знатној надморској висини (530 м н. в.). Град се налази на ушћу Гребенске реке (Гревенитикос) у реку Бистрицу (Алиакмонас). Са свих страна град окружују брда и планине. Град лежи на траси новог ауто-пута дуж старог пута Игњација.
Клима у Гребену је због надморске висине града и затворености овог подручја континетнална, за коју су особене изузетно жарна лета и хладније и кишовите зиме са честим снегом.

## Историја
Околина Гребена је била насељена током праисторије, антике, средњег века. Подручје је пало под отоманску власт крајем 14. века и остало следећих 5 векова. Тек 1912. године град припада савременој Грчкој. Током Другог светског рата и Грчког грађанског рата град и околина су тешко страдали. Последњих деценија град је осавремењен, али је и поред тога остао место ван главних токова живота у Грчкој, што је условило исељавање становништва, нарочито из околних села.

## Становништво
Према бугарском географу и историчару, Василу Канчову, у Гребену је 1900. године живело 600 Грка хришћана, 500 Турака, 200 Грка муслимана (Валахади), 150 Аромуна и 100 Рома. Године 1923. муслиманско становништво је принудно исељено у Турску а на њихово место је насељено 373 грчких избеглица, а нешто раније Аромуни из суседних аромунских села (Авдела, Самарина и друга). На попису из 1928. године Гребен је имао 3.747 становника, са већинским аромунским становништвом.
Гребен данас има око 12.000 становника. Становништво су већином етнички Грци. Кретање становништва по годинама било је следеће:
| 1981. | 1991. | 2001.  | 2021.  |
| ----- | ----- | ------ | ------ |
| 7.739 | 9.345 | 10.177 | 12.293 |

## Привреда
Гребенска привреда се највише ослања на природна богатства околине (сточарство, воћарство, шумарство), па су развијени дрвопрерада, планински туризам, прехрамбена индустрија. Савремена привреда је новијег датума. Пре тога подручје је било јако неразвијено, а током 50их и 60их година много месног становништва се иселило у веће градове Грчке или иностранство.

## Познате личности
- Георгије Јањински, православни светитељ
- Костас Папаниколау, грчки кошаркаш
- Милтијадис Тентоглу, грчки атлетичар